# Belgique aux Jeux olympiques de la jeunesse d'hiver de 2012
La Belgique a participé aux Jeux olympiques de la jeunesse d'hiver de 2012 à Innsbruck en Autriche du 13 au 22 janvier 2012. L'équipe belge était composée de 7 athlètes et de 9 officiels. Philippe Preat, un ancien triathlète belge, était le chef de mission de l'équipe. 

## Médaillés
| Médaille | Nom                   | Sport     | Épreuve       | Date       |
| -------- | --------------------- | --------- | ------------- | ---------- |
| Argent   | Dries Van Den Broecke | Ski alpin | Slalom hommes | 21 janvier |

## Résultats

### Hockey sur glace
La Belgique a qualifié une femme pour la compétition d'agilité.
| Athlète(s)    | Épreuve            | Qualification | Qualification | Grande finale | Grande finale |
| Athlète(s)    | Épreuve            | Points        | Rang          | Points        | Rang          |
| ------------- | ------------------ | ------------- | ------------- | ------------- | ------------- |
| Renée De Wolf | Concours d'agilité | 14            | 10            | Non qualifiée | Non qualifiée |

### Patinage artistique
La Belgique a qualifié un patineur et une patineuse.
| Athlète(s)        | Épreuve           | PC     | PC   | PL     | PL   | Total  | Total |
| Athlète(s)        | Épreuve           | Points | Rang | Points | Rang | Points | Rang  |
| ----------------- | ----------------- | ------ | ---- | ------ | ---- | ------ | ----- |
| Timothée Manand   | Individuel hommes | 25,06  | 16   | 57,30  | 15   | 82,36  | 16    |
| Lieselotte Swerts | Individuel femmes | 30,73  | 15   | 54,84  | 16   | 85,57  | 16    |

### Patinage de vitesse
La Belgique a qualifié une femme.
Femmes
| Athlète       | Épreuve              | Course 1 | Course 2 | Total         | Rang |
| ------------- | -------------------- | -------- | -------- | ------------- | ---- |
| Anne Michiels | 500 mètres femmes    | 45 s 27  | 45 s 68  | 90 s 95       | 10   |
| Anne Michiels | 3 000 mètres femmes  |          |          | 5 min 15 s 04 | 12   |
| Anne Michiels | Départ groupé femmes |          |          | 6 min 21 s 26 | 14   |

### Ski alpin
La Belgique a qualifié un homme en ski alpin.
Hommes
| Athlète               | Épreuve             | Manche 1        | Manche 2        | Total           | Rang            |
| --------------------- | ------------------- | --------------- | --------------- | --------------- | --------------- |
| Dries Van Den Broecke | Slalom hommes       | 39 s 80         | 40 s 46         | 1 min 20 s 26   | 2               |
| Dries Van Den Broecke | Super-G hommes      |                 |                 | N'a pas terminé | N'a pas terminé |
| Dries Van Den Broecke | Combiné hommes      | N'a pas terminé | N'a pas terminé | N'a pas terminé | N'a pas terminé |
| Dries Van Den Broecke | Slalom géant hommes | 1 min 05 s 32   | 55 s 76         | 2 min 01 s 08   | 23              |

### Snowboard
La Belgique a qualifié deux hommes en snowboard.
| Athlète          | Épreuve           | Qualification | Qualification | Qualification | Demi-finale  | Demi-finale  | Demi-finale  | Finale       | Finale       | Finale       |
| Athlète          | Épreuve           | Manche 1      | Manche 2      | Rang          | Manche 1     | Manche 2     | Rang         | Manche 1     | Manche 2     | Rang         |
| ---------------- | ----------------- | ------------- | ------------- | ------------- | ------------ | ------------ | ------------ | ------------ | ------------ | ------------ |
| Sebbe De Buck    | Half-pipe hommes  | 76,75         | 45,50         | 2 Q           |              |              |              | 33,50        | 24,00        | 12           |
| Sebbe De Buck    | Slopestyle hommes | 84,25         | 58,00         | 2 Q           |              |              |              | 28,00        | 43,50        | 14           |
| Stef Van Deursen | Half-pipe hommes  | 44,50         | 47,50         | 11            | Non qualifié | Non qualifié | Non qualifié | Non qualifié | Non qualifié | Non qualifié |
| Stef Van Deursen | Slopestyle hommes | 59,00         | 42,75         | 11            |              |              |              | Non qualifié | Non qualifié | Non qualifié |